# Nomenclatura binomial

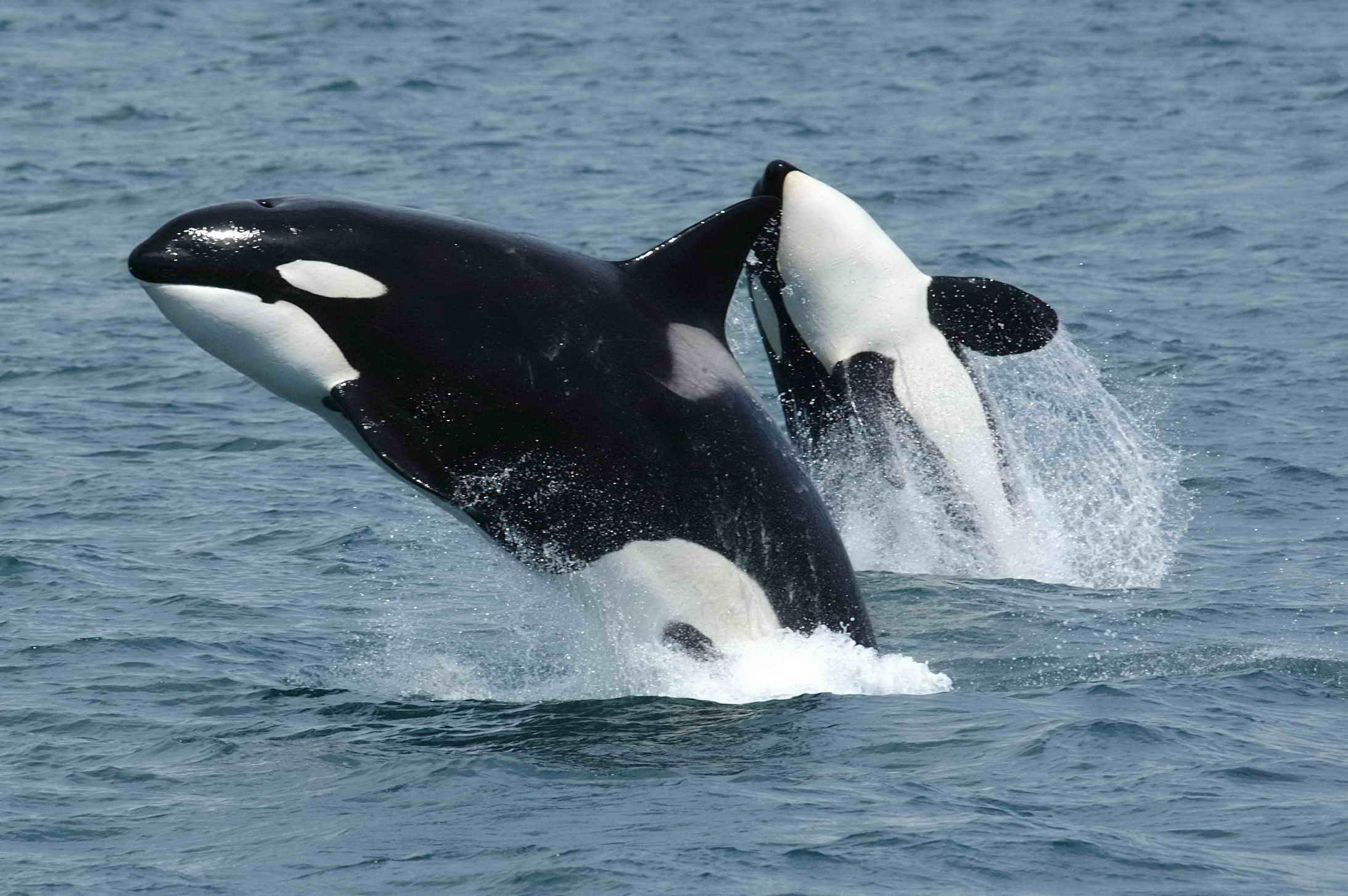
Orcinus orca, a orca ou a baleia assassina

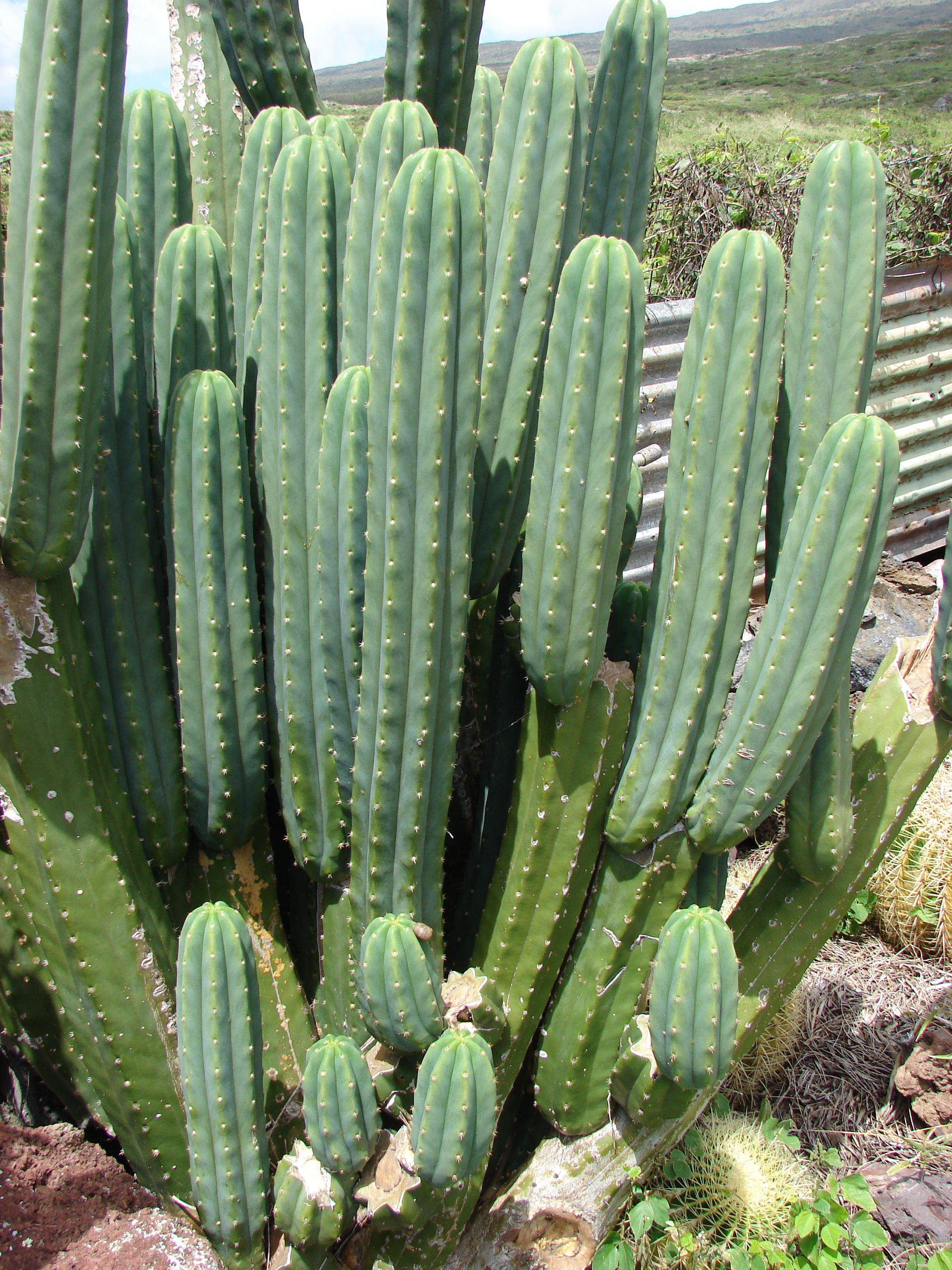
Echinopsis pachanoi, o cacto de São Pedro

Na taxonomia, a nomenclatura binomial ("sistema de nomenclatura de dois termos"), também chamada de nomenclatura binária, é um sistema formal de nomenclatura de espécies de seres vivos, dando a cada uma delas um nome composto de duas partes, ambas usando formas gramaticais latinas, embora elas possam ser baseadas em palavras de outros idiomas. Esse nome é chamado de nome binomial (que pode ser abreviado apenas para "binomial"), binômio, nome binominal ou nome científico; mais informalmente também é historicamente chamado de nome latino. No ICZN, o sistema também é chamado de nomenclatura binominal.
A primeira parte do nome – o nome genérico – identifica o gênero ao qual a espécie pertence, enquanto a segunda parte – o nome específico ou epíteto específico – distingue as espécies dentro do gênero. Por exemplo, os humanos modernos pertencem ao gênero Homo e e dentro deste gênero à espécie Homo sapiens. Tyrannosaurus rex é provavelmente o binômio mais conhecido. A introdução formal deste sistema de nomenclatura de espécies é creditada a Lineu, efetivamente começando com seu trabalho Species Plantarum em 1753. Mas já em 1622, Gaspard Bauhin introduziu em seu livro, Pinax theatri botanici (em inglês, exposição de plantas ilustrada) contendo muitos nomes de gêneros que mais tarde foram adotados por Lineu.
A aplicação da nomenclatura binomial é agora regida por vários códigos de regras acordados internacionalmente, dos quais os dois mais importantes são o Código Internacional de Nomenclatura Zoológica (ICZN) para animais e o Código Internacional de Nomenclatura para algas, fungos e plantas (ICNAfp ou ICN). Embora os princípios gerais subjacentes à nomenclatura binomial sejam comuns a estes dois códigos, existem algumas diferenças na terminologia que utilizam e nas suas regras particulares.
No uso moderno, a primeira letra do nome genérico é sempre maiúscula na escrita, enquanto a do epíteto específico não o é, mesmo quando derivado de um nome próprio, como o nome de uma pessoa ou lugar. Da mesma forma, ambas as partes estão em itálico no texto normal (ou sublinhadas na caligrafia). Assim, o nome binomial do flox anual (em homenagem ao botânico Thomas Drummond) agora é escrito como Phlox drummondii. Muitas vezes, depois de um nome de espécie ser introduzido num texto, o nome genérico é abreviado para a primeira letra nas menções subsequentes (por exemplo, P. drummondii).
Em trabalhos científicos, geralmente é dada a autoridade para um nome binomial, pelo menos quando é mencionado pela primeira vez, podendo ser especificado o ano de publicação.
- Em zoologia
  - "Patella vulgata Lineu, 1758". O nome "Lineu" indica ao leitor quem publicou o nome e a descrição desta espécie; 1758 é o ano em que o nome e a descrição original foram publicados (neste caso, na 10.ª edição de Systema Naturae).
  - "Passer domesticus (Lineu, 1758)". O nome original dado por Lineu foi Fringilla domestica; os parênteses indicam que a espécie agora está colocada em um gênero diferente. O ICZN não exige que seja informado o nome de quem alterou o gênero, nem a data em que a alteração foi realizada, embora os catálogos nomenclatoriais geralmente incluam tal informação
- Em botânica
  - "Amaranthus retroflexus L." – "L." é a abreviatura padrão usada para "Lineu".
  - "Hyacinthoides italica (L.) Rothm." – Linnaeus nomeou pela primeira vez esta espécie de campânula como Scilla italica; Rothmaler transferiu-o para o gênero Hyacinthoides; o ICNafp não exige que as datas de qualquer publicação sejam especificadas.

## Etimologia
O nome é composto por dois elementos formadores de palavras: bi- (prefixo latino que significa 'dois') e nomial (a forma adjetiva de nomen, latim para 'nome'). No latim medieval, a palavra relacionada binômio era usada para significar um termo em uma expressão binomial em matemática. Na verdade, a palavra latina binomium pode referir-se validamente a qualquer um dos epítetos do nome binomial, que também pode ser referido como binômio.

## História

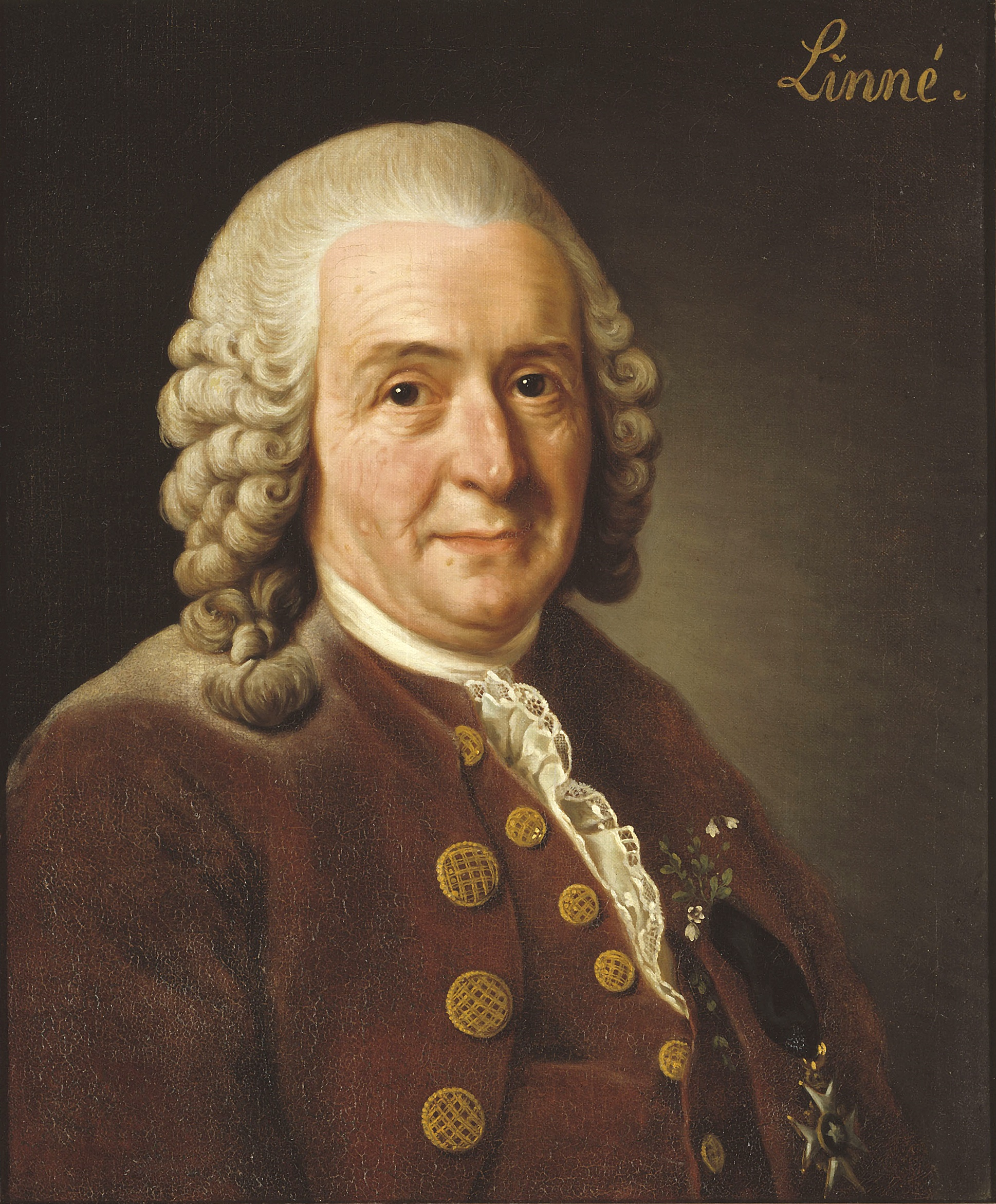
Lineu (1707–1778), um botânico sueco, inventou o sistema moderno de nomenclatura binomial

Antes da adoção do moderno sistema binomial de nomenclatura de espécies, um nome científico consistia em um nome genérico combinado com um nome específico que tinha de uma a várias palavras. Juntos, eles formaram um sistema de nomenclatura polinomial. Esses nomes tinham duas funções distintas. Primeiro, para designar ou rotular a espécie e, segundo, para ser um diagnóstico ou descrição; no entanto, estes dois objetivos acabaram por ser considerados incompatíveis. Em um gênero simples, contendo apenas duas espécies, era fácil diferenciá-las com um gênero de uma palavra e um nome específico de uma palavra; mas à medida que mais espécies foram descobertas, os nomes tornaram-se necessariamente mais longos e difíceis de manejar, por exemplo, Plantago foliis ovato-lanceolatus pubescentibus, spica cylindrica, scapo tereti ("banana com folhas ovais-lanceoladas pubescentes, uma ponta cilíndrica e um escapo terete"), que conhecemos hoje como Plantago media.
Esses "nomes polinomiais" às vezes podem parecer binômios, mas são significativamente diferentes. Por exemplo, o herbal de Gerard (conforme alterado por Johnson) descreve vários tipos de erva-aranha: "O primeiro é chamado Phalangium ramosum, Branched Spiderwort; the second, Phalangium non ramosum, Unbranched Spiderwort. O outro ... é apropriadamente denominado Phalangium Ephemerum Virginianum, Soon-Fading Spiderwort of Virginia". As frases em latim são descrições curtas, em vez de rótulos de identificação.
Os Bauhins , em particular Gaspard Bauhin (1560-1624), deram alguns passos importantes em direção ao sistema binomial, podando as descrições latinas, em muitos casos para duas palavras. A adoção pelos biólogos de um sistema de nomenclatura estritamente binomial se deve ao botânico e médico sueco Lineu (1707–1778). Foi em Species Plantarum de Lineu, de 1753, que ele começou a usar consistentemente um nome trivial (nomen triviale) após um nome genérico em um sistema de nomenclatura binomial. Nomes triviais já haviam aparecido em sua Critica Botanica (1737) e Philosophia Botanica (1751). Este nome trivial é o que hoje é conhecido como epíteto específico (ICNAfp) ou nome específico (ICZN). Os nomes dos gêneros dos Bauhins foram mantidos em muitos deles, mas a parte descritiva foi reduzida a uma única palavra.
Os nomes triviais de Lineu introduziram uma ideia nova e importante, nomeadamente que a função de um nome poderia ser simplesmente dar a uma espécie um rótulo único. Isto significa que o nome não precisa mais ser descritivo; por exemplo, ambas as partes poderiam ser derivadas de nomes de pessoas. Assim, o Phalangium ephemerum virginianum de Gerard tornou-se Tradescantia virginiana, onde o nome do gênero homenageava John Tradescant, o Jovem, um botânico e jardineiro inglês. Um pássaro da família dos papagaios foi nomeado Psittacus alexandri, que significa "papagaio de Alexandre", em homenagem a Alexandre, o Grande, cujos exércitos introduziram periquitos orientais na Grécia. Os nomes triviais de Lineu eram muito mais fáceis de lembrar e usar do que os nomes polinomiais paralelos e eventualmente os substituíram.